# Rio Morto
O rio Morto é um curso de água na Baixada de Jacarepaguá, no estado do Rio de Janeiro, no Brasil.
Os rios que a compõe a bacia do rio Morto (Branco, Sacarrão, Canal do Morro do Bruno e Morto), são rios de área peri-urbana que vêm sofrendo vários impactos decorrentes de ações antrópicas que levaram ao cenário de degradação da qualidade de suas águas.
1. ↑  MIZUTORI, I.S. (2009). «CARACTERIZAÇÃO DAS ÁGUAS FLUVIAIS EM MEIOS PERI-URBANOS: O CASO DA BACIA HIDROGRÁFICA DO RIO MORTO-RJ» (PDF). Universidade Estadual do Rio de Janeiro. Dissertação. Consultado em 10 de setembro de 2024